# Babina (genre)
Pour les articles homonymes, voir Babina.
Genre
Synonymes
- Nidirana Dubois, 1992
- Dianrana Fei, Ye & Jiang, 2010

Babina est un genre d'amphibiens de la famille des Ranidae.

## Répartition
Les dix espèces de ce genre se rencontrent en Asie de l'Est et dans le nord de l'Asie du Sud-Est.

## Liste d'espèces
Selon Amphibian Species of the World (30 mai 2013) :
- Babina adenopleura (Boulenger, 1909)
- Babina caldwelli (Schmidt, 1925)
- Babina chapaensis (Bourret, 1937)
- Babina daunchina (Chang, 1933)
- Babina hainanensis (Fei, Ye & Jiang, 2007)
- Babina holsti (Boulenger, 1892)
- Babina lini (Chou, 1999)
- Babina okinavana (Boettger, 1895)
- Babina pleuraden (Boulenger, 1904)
- Babina subaspera (Barbour, 1908)

## Publication originale
- Thompson, 1912 : Prodrome of a description of a new genus of Ranidae from the Loo Choo islands. Herpetological notices, no 1, p. 1-3 (texte intégral).